# Fadhila Khetmi
Fadhila Khetmi (arabe : فضيلة ختمي), née en 1905 à Tunis et morte le 12 janvier 1992, est une femme de théâtre et animatrice de radio tunisienne.

## Biographie
Fille d'une chanteuse et danseuse d'origine turque, elle poursuit ses études primaires et secondaires à la rue de Marseille à Tunis. Très tôt, elle est mordue de théâtre, de chant, de danse, et joue de l'oud. Elle anime chez elle un club littéraire,.
Dans les années 1920, elle adhère à la Troupe du théâtre arabe, puis entre en 1927 dans la troupe de l'Avenir théâtral. Elle crée ensuite sa propre troupe et son propre répertoire. Elle devient l'une des pionnières du théâtre tunisien.

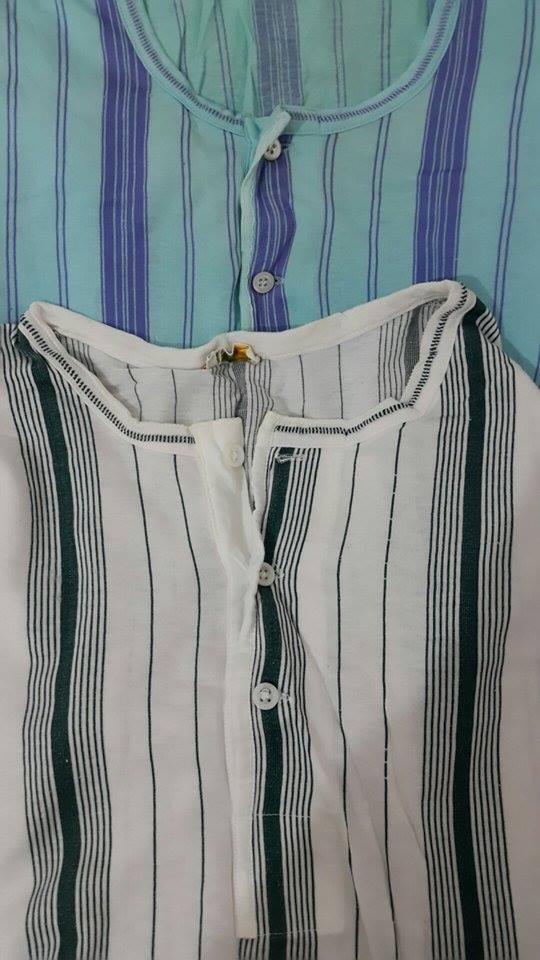
Tricot Marioul Fadhila.

En 1930, elle se rend en Europe pour enregistrer des chansons, dont elle est en partie la compositrice. À la fin des années 1930, elle réintègre une troupe de théâtre arabe et fait également de nombreux voyages en Algérie, en France et en Espagne.
Dans les années 1940, elle s'installe en Algérie. Elle y travaille pour la Radio algérienne pendant deux ans, et intègre également une troupe de théâtre. Revenue en Tunisie en 1957, elle réintègre là encore une troupe de théâtre, dans un premier temps. Elle rejoint ensuite Radio Tunis, et ce jusque sa retraite,. Elle participe à de nombreuses émissions, notamment avec Saïda Meherzi et l'écrivaine et productrice Najiya Thamir dans une émission consacrée à la femme tunisienne,.
Fadhila Khetmi a rendu célèbre un tricot de corps particulier par son dessin et ses motifs : le Marioul Fadhila. Celui-ci est en vogue avant la Seconde Guerre mondiale et continue d'être produit sous cette appellation dans l'après-guerre.

## Principales chansons
- Zammer ya chifour
- Lamma rit
- Mahlah gaddek sarwal